# コラート・ポスト
「コラート・ポスト」（英語:The Korat Post、タイ語:โคราชโพสต์）は、タイ王国ナコーンラーチャシーマー県で発行されている英語新聞。1999年4月に創刊。

## 概略
コラート・ポストは、アメリカ平和部隊所属ボランティアであったフランク Ｇ アンダーソン（Frank G Anderson）の妻、トーンムアン・アンダーソン（ทองม้วน แอนเดอสัน）が創刊。さまざまな地域情報、国際情報を提供している。2005年5月紙媒体廃刊、現在インターネットでのみ提供している。